# 帕戈-德尔瓦洛-迪劳罗
帕戈-德尔瓦洛-迪劳罗（義大利語：Pago del Vallo di Lauro），是意大利阿韦利诺省的一个市镇。总面积4平方公里，人口1859人，人口密度464.8人/平方公里（2009年）。ISTAT代码为064068。